# 大塚亨
大塚亨 （おおつか とおる、1980年12月8日 - ）は、日本の彫刻家。木彫をメインにさまざまな素材を用いて制作。現代の生活空間で日常に手にする品々を木彫で緻密に再現する。古典技術を基に仏像制作や文化財の修復も行う。

## 経歴
- 1980年-岐阜県生まれ
- 2003年-多摩美術大学美術学部彫刻学科 卒業
- 2005年-東京芸術大学大学院美術研究科 文化財保存学専攻 保存修復彫刻 修了

## 主な展覧会

### 個展
- 2006年-「宇宙伽藍立体図」ギャラリーQ、銀座
- 2012年-「大塚亨　彫刻展　m７　seven items 」　アートスペース羅針盤、京橋

### グループ展
- 2003年- 「菜の花里美発見展」　 おゆみ野ニュータウン、千葉
- 2005年- 「アートポートフォリオ展」　 　 ARTZONE 、京都市
- 2007年- 「THE 100party」　　　ギャラリーQ、銀座
- 2008年- 「生きてる美術」　　  神奈川県民ホールギャラリー、横浜市
- 2008年- 「THE NEXT」　　　　　stump gallery 、鎌倉市
- 2008~年-「手で見るギャラリー」　　　 CCAAアートプラザ、四谷
- 2011年- 「羅針盤セレクション2011 VOL.1 様々な造形」アートスペース羅針盤、京橋
- 2011年- 「ガラパゴス・ファイン2」たけだ美術、銀座

## パブリック・コレクション
エイシンワーク工業株式会社